# Hasselblad 1600 F

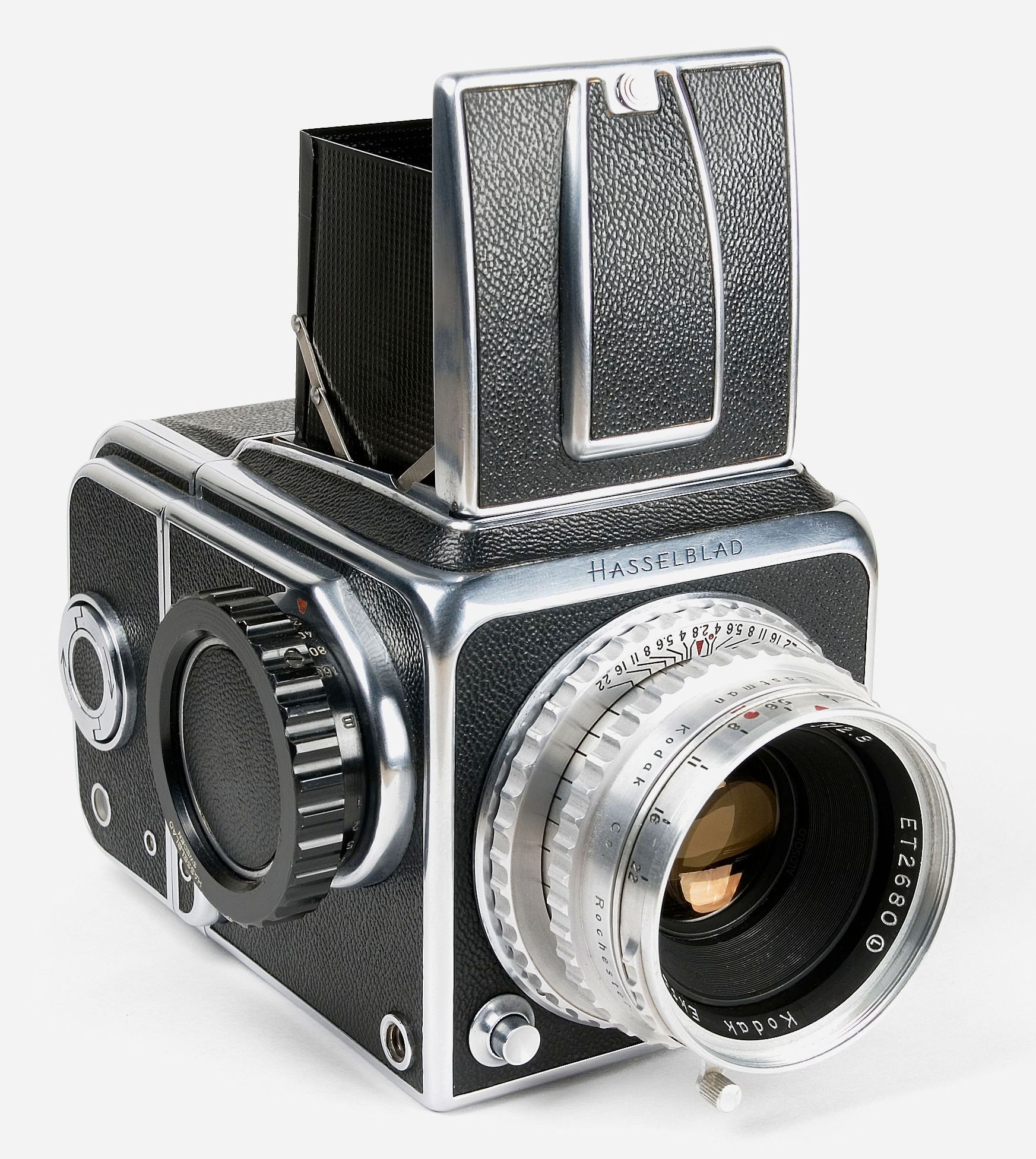
Die Hasselblad 1600 F mit aufgeklapptem Lichtschachtsucher

Am 6. Oktober 1948 präsentierte Victor Hasselblad in New York der Weltöffentlichkeit seine erste Kamera für den Privatgebrauch: die Hasselblad 1600 F. Sie war vom Industriedesigner Sixten Sason (1912–1967) entworfen worden, der auch für Saab arbeitete und bestand aus einem in einem Stück gegossenen Aluminiumgehäuse. Diese Kamera war für ihre Zeit revolutionär mit ihrem modularen Design, das den Austausch von Objektiven, Suchern und Filmmagazinen erlaubt. Es war weltweit die erste einäugige Spiegelreflexkamera im Mittelformat (6 cm × 6 cm) mit auswechselbarem Objektiv und Magazin. Als Verschluss diente ein Schlitzverschluss aus sehr dünner Stahlfolie mit einer kürzesten Verschlusszeit von 1/1600 s. Besonders die erste Serie der 1600F war technisch noch nicht ausgereift, so dass im Lauf der Produktion eine Reihe von Detailverbesserungen an der Verschlusskonstruktion vorgenommen wurde. Abgelöst wurde die 1600F von der Hasselblad 1000 F (1952–1957), die zwar „nur“ noch eine kürzeste Verschlusszeit von 1/1000 s aufwies, dafür aber zuverlässiger und robuster war.
Zwischen 1948 und 1952 wurden von der 1,5 kg schweren Kamera 2859 Exemplare gefertigt. Die Kamera arbeitete mit Rollfilm 120 und 220, 6 × 9 cm Planfilm, sowie Polaroid-Trennbildfilm. Das mit einer nicht wechselbaren Mattscheibe versehene Kameragehäuse besaß einen Faltlichtschacht mit austauschbarer Lupe, der gegen Prismensucher mit oder ohne Belichtungsmesser austauschbar war. Nur bei gespanntem Verschluss war das Sucherbild sichtbar.
Als Objektive wurden von Hasselblad zu Anfang die Objektive 2,8/80 mm-Ektar und 3,5/135 mm-Ektar von Kodak angeboten. Später wechselte man zu Carl Zeiss Oberkochen mit den Objektiven Distagon 5,6/60 mm, Tessar 2,8/80 mm, Sonnar 3,5/135 mm, Sonnar 4,0/250 mm und Sonnar 5,6/250 mm. Außerdem war gegen Ende der Produktion der 1000F auch ein 5,6/508-mm-Objektiv von Dallmeyer erhältlich, das aber nicht das volle Format ausleuchtete.
Die anfangs nur in den USA angebotene Kamera kam in Deutschland erst 1953 auf den Markt.